# Merionoedopsis aeneiventris
Merionoedopsis aeneiventris is een keversoort uit de familie boktorren (Cerambycidae). De wetenschappelijke naam van de soort is voor het eerst geldig gepubliceerd in 1911 door Gounelle.